# You Can't Take It with You (film 1979)
You Can't Take It with You è un film per la televisione statunitense del 1979 diretto da Paul Bogart.
È un film commedia con protagonisti Jean Stapleton, Barry Bostwick e Blythe Danner. È basato sul lavoro teatrale omonimo di George S. Kaufman e Moss Hart del 1936.

## Produzione
Il film, diretto e sceneggiato da Paul Bogart con il soggetto di George S. Kaufman e Moss Hart (autori della commedia teatrale), fu prodotto da Lindsay Law per la Warner Bros. Television.

## Distribuzione
Il film fu trasmesso negli Stati Uniti il 16 maggio 1979 sulla rete televisiva CBS. È stato distribuito anche in Spagna con il titolo Vive como quieras.